# Wrocławskie Przedmieście
Wrocławskie Przedmieście – historyczna dzielnica Kalisza, obecnie lewobrzeżna część Śródmieścia położona na południowy zachód od kaliskiej starówki, ograniczona Prosną oraz ulicami: Czaszkowską, Nowym Światem, Harcerską, Mikołaja Kopernika; graniczy z Czaszkami, Kalińcem, Widokiem, Ogrodami, Piskorzewiem; stanowi cenny zespół obiektów zabytkowych (barokowych, klasycystycznych, secesyjnych, modernistycznych); w granicach administracyjnych od 1785; pełni funkcje mieszkaniowo-usługowe.
W latach 1827–1828 na Wrocławskim Przedmieściu, na granicy miasta, wzniesiono rogatkę wrocławską.